# Koninklijke Academie voor Schone Kunsten van Antwerpen
Koninklijke Academie voor Schone Kunsten van Antwerpen (KASK; deutsch Königliche Akademie der Schönen Künste von Antwerpen) ist eine belgische Kunsthochschule. Die Akademie besteht seit 1663 und ist nach Accademia di Belle Arti di Roma in Rom, Académie royale de peinture et de sculpture in Paris und Accademia di Belle Arti in Florenz die viertälteste Kunstakademie in Europa.

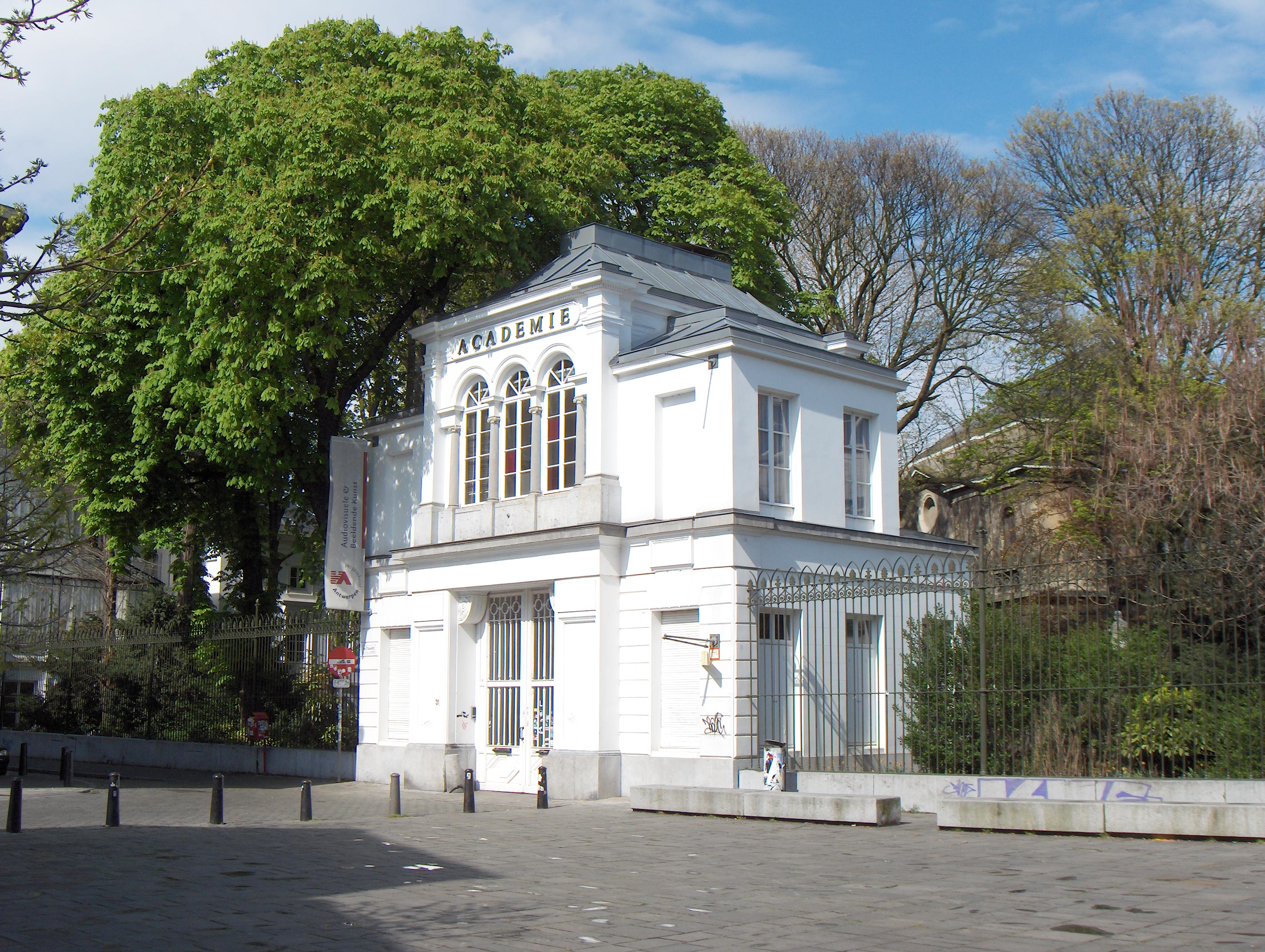
Eingangsgebäude

Sie wurde 1663 von David Teniers dem Jüngeren, Hofmaler des Erzherzogs Leopold-Wilhelm von Habsburg und Juan José de Austria gegründet. Teniers, Meister der Lukasgilde, bat den spanischen König Philipp IV., damals Herrscher der spanischen Niederlande, einen königlichen Edikt für die Errichtung einer Akademie der Schönen Künste in Antwerpen zu erteilen.
An der Akademie unterrichteten Jacob Jordaens, Artus Quellinus I., Ambrosius Brueghel, Gonzales Coques und viele andere. Die Lehrer erließen am 11. Dezember 1684 das erste Reglement für die Akademie, das am 6. November 1690 in Kraft trat. Dank Leihgaben, neuen Mitteln und Klassenräumen konnte zu Beginn des Winterkurses 1694 eine neue Klasse eröffnet werden, die nach dem Gipsmodell gezeichnet wurde und als Vorbereitung für das Zeichnen nach dem lebenden Vorbild gedacht war. 1699 mussten die Winterkurse wegen finanzieller Probleme ausgesetzt werden. Die völlige Verarmung zwang die Lukasgilde 1741 zur Übergabe der Akademie.
Auf Anregung der Bildhauer-Architekten Jan Peter van Baurscheit des Jüngeren und Alexander van Papenhoven schlugen sechs Antwerpener Künstler der Gilde vor, die Akademie selbst übernehmen und leiten zu dürfen. Die Gilde stimmte dem zunächst zu und vertraute die Geschäftsführung und die Räumlichkeiten dieser Künstlergruppe an. Die Klasse konnte am 2. Oktober 1741 wiedereröffnet werden. Nach diesem Erfolg versuchte die Gilde, die Kontrolle über die Akademie zurückzugewinnen, doch am 8. Januar 1742 beschloss die Stadt, die Verwaltung den sechs Künstlern anzuvertrauen. Am 25. Januar 1757 wurde Jacob Van der Sanden zum ersten Sekretär der Akademie ernannt. Es unterrichteten der Bildhauer Jan Tassaert und die Maler Marten Jozef Geeraerts, Andries Cornelis Lens und Willem Herreyns. Ab 1769 erhielt die Akademie auch einen jährlichen Zuschuss vom Staat.
Die Akademie bildet heute eine Abteilung der Artesis Hogeschool Antwerpen. Sie bietet drei verschiedene Programme an: Bildende Kunst und Design, Naturschutzstudien und eine einjährige Lehrerausbildung. 540 Studenten (davon 230 aus dem Ausland) arbeiten in den vier Hauptgebäuden im Herzen der Stadt: Mutsaardstraat (Fotografie, Silberschmiedekunst / Schmuck, Theaterkostümdesign und Bildende Kunst), Nationalestraat (Mode) und Keizerstraat (Grafik/Design).